# Liste der Baudenkmale in Fairview
Die Liste der Baudenkmale in Fairview umfasst alle vom New Zealand Historic Places Trust (NZHPT) als „Historic Place“ oder „Historic Area“ eingestuften Baudenkmale und Flächendenkmale der neuseeländischen Ortschaft Fairview. Die Angaben stammen aus dem Register des NZHPT. Die Bezeichnungen der Baudenkmale orientieren sich an diesem Register. In die Liste werden auch bekannte Wahi Tapu (Area), kulturell und religiös bedeutsame Stätten und Gebiete der Māori, aufgenommen. Sie werden jedoch meist nicht publiziert.

| Bild | Bezeichnung                        | Ort      | Anschrift                         | Beschreibung                                  | Bauzeit  | Eintrag            | Nummer | Kat. |
| ---- | ---------------------------------- | -------- | --------------------------------- | --------------------------------------------- | -------- | ------------------ | ------ | ---- |
| BW   | Sod Wall                           | Fairview | Fairview Road Karte               | Mauer aus Grassoden entlang der Fairview Road | n.a.     | 23. Juni 1093      | 3147   | 2    |
| BW   | Cob Shed (Butcher’s)               | Fairview | 478 Fairview Road Karte (ungenau) | Hütte aus Grassoden                           | n.a.     | 23. Juni 1983      | 1977   | 2    |
| BW   | Cob Cool Store Building (Butchers) | Fairview | 478 Fairview Road Karte (ungenau) | Kühllager für Obst, aus Grassoden errichtet   | 19. Jhd. | 26. September 2008 | 9940   | 2    |
| BW   | Cob Stable (McVey's)               | Fairview | Fairview Road Karte (ungenau)     | Stall aus Grassoden                           | n.a.     | 23. Juni 1983      | 1978   | 2    |
| BW   | Cob Granary (McVey's)              | Fairview | Fairview Road Karte (ungenau)     | Getreidelagerhaus aus Grassoden               | n.a.     | 23. Juni 1983      | 1979   | 2    |
| BW   | Stone Washhouse/Dairy (McVeys)     | Fairview | Fairview Road Karte (ungenau)     | Farmgebäude                                   | n.a.     | 23. Juni 1983      | 2003   | 2    |